# Marquesat de la Quadra
El Marquesat de la Quadra (també: de la Cuadra) és un títol nobiliari creat el 31 de març del 1757 pel rei Ferran VI, amb el vescomtat previ de Sant Agustí, a favor de Lluís de Carbonell i de Ferràs, I baró de Guia Real i senyor de la quadra de Sant Agustí de Lluçanès.
Lluís de Carbonell i de Ferràs era cavaller de l'Orde de Sant Jaume, regidor degà de la ciutat de Barcelona i tinent coronel de Dragons. Havia obtingut anteriorment el títol de baró de Guia Real el 12 de desembre del 1752, de mans del mateix rei. Va rebre tots dos títols en atenció als seus mèrits i serveis, així com als del seu pare Josep de Carbonell i Solier, coronel d'infanteria, que va servir de guia al rei Felip V el 1706, quan es va aixecar el setge de Barcelona. El seu ascendent, Pere Carbonell, havia estat honrat per Ferran el Catòlic, el 23 de febrer del 1481, amb el Privilegi de Generós, pels seus mèrits en l'alliberament de la reina Joana Enríquez, que es trobava assetjada a Girona.
Títol caducat en l'actualitat.

## Marquesos de la Quadra
|                           | Titular                            | Període                   |
| Creació pel rei Ferran VI | Creació pel rei Ferran VI          | Creació pel rei Ferran VI |
| ------------------------- | ---------------------------------- | ------------------------- |
| I                         | Lluís de Carbonell i de Ferràs     | 1757-1795                 |
| II                        | Josep d'Oliveres i de Carbonell    | 1795-1796                 |
| III                       | Josep Maria d'Oliveras i de Ros    | 1796-1830                 |
| IV                        | Joan Maria d'Oliveras i d'Estanyol | 1830-1879                 |

## Història
- Lluís Carbonell i de Ferràs,[4] I marquès de la Quadra, I vescomte de Sant Agustí, I baró de Guia Real, cavaller de l'Orde de Sant Jaume, regidor degà de la ciutat de Barcelona, i tinent coronel de Dragons. L'abril del 1795, el va succeir el seu nebot:
- Josep d'Oliveres i de Carbonell,[5] II marquès de la Quadra. El 30 de maig del 1796, el va succeir el seu primogènit:
- Josep Maria d'Oliveras i de Ros, III marquès de la Quadra. El 1830, el va succeir el seu germà:
- Joan Maria d'Oliveras i d'Estanyol,[6] IV marquès de la Quadra.

## Bibliogarfia
- Puigferrat i Oliva, Carles «Un noble català del segle XIX: Joan Maria d’Oliveres i d’Estanyol, Marquès de la Quadra (Vic, 1797 - Barcelona, 1879)». Ausa, Vol. 29, 185, 2020, pàg. 445-483.